# Miss Univers 1991
Miss Univers 1991, 40e édition du concours de Miss Univers a eu lieu le 17 mai 1991, au Aladdin Theatre for the Performing Arts, à Las Vegas, Nevada, États-Unis. 
Lupita Jones, Miss Mexique, remporte le prix.

## Résultats
| Classement        | Candidate           | Pays        |
| ----------------- | ------------------- | ----------- |
| Miss Univers 1991 | Lupita Jones        | Mexique     |
| 1re dauphine      | Pauline Huizinga    | Pays-Bas    |
| 2e dauphine       | Yulia Lemigova      | USSR        |
| Top 6             | Kimberley Mais      | Jamaïque    |
| Top 6             | Kelli McCarty       | USA         |
| Top 6             | Jackeline Rodríguez | Venezuela   |
| Top 10            | Jacqueline Krijger  | Curaçao     |
| Top 10            | Vivian Benítez      | Paraguay    |
| Top 10            | Mareva Georges      | France      |
| Top 10            | Natasha Pavlovic    | Yougoslavie |

### Points lors des demi-finales
- Gagnante
- 1re dauphine
- 2e dauphine
- Top 6 Finaliste
- Top 10 Demi-finalistes

(#) Classement à chaque tour de compétition
| Pays        | Interview  | Maillot de bain | Robe du soir | Moyenne    |
| ----------- | ---------- | --------------- | ------------ | ---------- |
| Mexique     | 9.450 (1)  | 9.608 (1)       | 9.758 (1)    | 9.605 (1)  |
| Venezuela   | 9.412 (2)  | 9.533 (4)       | 9.650 (3)    | 9.532 (2)  |
| USSR        | 9.225 (3)  | 9.550 (3)       | 9.717 (2)    | 9.497 (3)  |
| Pays-Bas    | 9.073 (6)  | 9.592 (2)       | 9.600 (4)    | 9.422 (4)  |
| Jamaïque    | 9.213 (4)  | 9.418 (6)       | 9.542 (7)    | 9.391 (5)  |
| États-Unis  | 8.950 (7)  | 9.425 (5)       | 9.542 (7)    | 9.306 (6)  |
| Curaçao     | 9.135 (5)  | 9.190 (8)       | 9.550 (6)    | 9.292 (7)  |
| Paraguay    | 8.897 (8)  | 9.350 (7)       | 9.350 (10)   | 9.229 (8)  |
| France      | 8.867 (10) | 9.067 (10)      | 9.590 (5)    | 9.175 (9)  |
| Yougoslavie | 8.875 (9)  | 9.167 (9)       | 9.442 (9)    | 9.161 (10) |

## Prix spéciaux
| Prix                      | Candidates                                                                                           |
| ------------------------- | --- |
| Meilleur costume national | - Colombie - Maribel Gutiérrez - Paraguay - Vivian Benítez - République dominicaine - Melissa Vargas |
| Miss Congenialité         | - Îles Vierges des États-Unis - Monique Lindesay                                                     |
| Miss Photogénique         | - Irlande - Siobhan McClafferty                                                                      |

## Ordre d'annonce des finalistes

### Top 10
1. Jamaïque
2. France
3. Yougoslavie
4. Paraguay
5. Curaçao
6. USSR
7. Venezuela
8. Pays-Bas
9. États-Unis
10. Mexique

### Top 6
1. Venezuela
2. Pays-Bas
3. États-Unis
4. Jamaïque
5. Mexique
6. USSR

### Top 3
1. USSR
2. Pays-Bas
3. Mexique

## Juges
- José Luis Rodríguez
- Janet Hubert
- Kuh Ledesma
- Jorge Rivero
- Barbara Lauren
- Christophe – Un coiffeur.
- Dustin Nguyen
- Nadia Comăneci

## Candidates
- Argentine - Verónica Honnorat
- Bahamas - Farrah Fiona Saunders
- Belgique - Katia Alens
- Belize - Josephine Gault
- Bermudes - Andrea Sullivan
- Bolivie - María Selva Landívar
- Brésil - Patricia Franco de Godoi
- Îles Vierges britanniques - Anne Lennard
- Bulgarie - Christy Drumeva
- Canada - Leslie McLaren
- Îles Caïmans - Bethea Michelle Christian
- Chili - Cecilia del Rosario Alfaro
- Colombie - Maribel Gutiérrez
- Îles Cook - Raema Chitty
- Costa Rica - Viviana Múñoz
- Curaçao - Jacqueline Krijger
- Tchécoslovaquie - Renata Gorecka
- République dominicaine - Melissa Vargas
- Équateur - Diana Neira
- Salvador - Rebecca Dávila
- Finlande - Tanja Vienonen
- France - Maréva Georges
- Allemagne - Katrin Richter
- Ghana - Dela Tamakole
- Gibraltar - Sarah Yeats
- Grèce - Marina Popou
- Guam - Jevon Pellacani
- Guatemala - Lorena Palacios
- Hong Kong - Anita Yuen
- Islande - Dis Sigurgeirsdóttir
- Inde - Christabelle Howie
- Irlande - Siobhan McLafferty
- Israël - Miri Goldfarb
- Italie - Maria Biscotti
- Jamaïque - Kimberley Mais
- Japon - Atsuko Yamamoto
- Kenya - Aisha Wawira Lieberg
- Corée du Sud - Seo Jung-min
- Liban - Fidaa Chehayeb
- Luxembourg - Annette Feydt
- Malaisie - Elaine Chew
- Malte - Michelle Zarb
- Maurice - Dhandevy Jeetun
- Mexique - Lupita Jones
- Namibie - Ronel Liebenberg
- Pays-Bas - Paulien Huizinga
- Nicaragua - Ana Sofía Pereira
- Nigeria - Tonia Okogbenin
- Îles Mariannes du Nord - Sharon Rosario
- Norvège - Lene Maria Pedersen
- Panama - Liz Michelle de León
- Paraguay - Vivian Benítez
- Pérou - Eliana Martínez
- Philippines - Maria Lourdes Gonzalez
- Pologne - Joanna Michalska
- Portugal - Carla Caldeira
- Porto Rico - Lissette Bouret
- Taïwan - Lin Shu-Chuan
- Roumanie - Daniella Nane
- Singapour - Eileen Yeow
- Espagne - Esther Arroyo
- Sri Lanka - Diloka Seneviratne
- Saint-Vincent-et-les-Grenadines - Samantha Robertson
- Suriname - Simone Vos
- Suède - Susanna Gustafsson
- Suisse - Priscilla Leimgruber
- Thaïlande - Jiraprapa Sawettanan
- Trinité-et-Tobago - Josie Anne Richards
- Turquie - Pinar Ozdemir
- Îles Turques-et-Caïques - Kathy Hawkins
- Royaume-Uni - Helen Upton
- Uruguay - Adriana Comas
- USA - Kelli McCarty
- USSR - Yulia Lemigova
- Îles Vierges des États-Unis - Monique Lindesay
- Venezuela - Jackeline Rodríguez
- Yougoslavie - Natasha Pavlovic

### Remplacées
- Philippines
  - Anjanette Abayari (Pas une citoyenne philippine)
  - Maria Lourdes Gonzalez (La remplace)

### Se retirent
- Gibraltar - Sarah Yeats
- Kenya - Aisha Wawira Lieberg
- Portugal - Carla Caldeira
- Suisse - Priscilla Leimgruber

### Points préliminaires
- Gagnante
- 1re dauphine
- 2e dauphine
- Top 6 Finalistes
- Top 10 Demi-finalistes

| Délégué                         | Maillot de bain | Interview | Robe du soir | Moyenne |
| ------------------------------- | --------------- | --------- | ------------ | ------- |
| Mexique                         | 8.83            | 9.15      | 9.04         | 9.006   |
| Jamaïque                        | 8.98            | 9.13      | 8.85         | 8.986   |
| USSR                            | 8.53            | 9.17      | 8.89         | 8.864   |
| États-Unis                      | 8.67            | 9.02      | 8.82         | 8.834   |
| Yougoslavie                     | 8.75            | 8.90      | 8.68         | 8.774   |
| Curaçao                         | 8.90            | 8.55      | 8.81         | 8.753   |
| Paraguay                        | 8.42            | 8.95      | 8.79         | 8.719   |
| Venezuela                       | 8.73            | 8.68      | 8.74         | 8.719   |
| France                          | 8.90            | 8.49      | 8.73         | 8.706   |
| Pays-Bas                        | 8.48            | 8.82      | 8.78         | 8.694   |
| Royaume-Uni                     | 8.60            | 8.68      | 8.77         | 8.686   |
| Brésil                          | 8.37            | 9.17      | 8.52         | 8.687   |
| Norvège                         | 8.54            | 8.63      | 8.67         | 8.613   |
| Uruguay                         | 8.53            | 8.88      | 8.38         | 8.597   |
| Chile                           | 7.92            | 8.85      | 8.96         | 8.577   |
| Finlande                        | 8.28            | 9.07      | 8.38         | 8.577   |
| Espagne                         | 8.53            | 8.52      | 8.64         | 8.563   |
| Allemagne                       | 8.48            | 8.86      | 8.24         | 8.527   |
| Irlande                         | 8.08            | 8.88      | 8.44         | 8.467   |
| Singapour                       | 8.57            | 8.17      | 8.60         | 8.447   |
| Nicaragua                       | 8.12            | 8.75      | 8.37         | 8.413   |
| Suède                           | 8.30            | 8.52      | 8.37         | 8.397   |
| Trinité-et-Tobago               | 7.92            | 8.90      | 8.34         | 8.387   |
| Colombie                        | 8.10            | 8.56      | 8.48         | 8.380   |
| Roumanie                        | 8.03            | 8.89      | 8.21         | 8.377   |
| Guatemala                       | 8.02            | 8.85      | 8.19         | 8.353   |
| Israel                          | 8.16            | 8.46      | 8.40         | 8.340   |
| Belgique                        | 7.83            | 8.84      | 8.29         | 8.320   |
| Panama                          | 7.78            | 8.81      | 8.34         | 8.310   |
| Corée                           | 8.12            | 8.78      | 8.01         | 8.303   |
| Philippines                     | 7.96            | 8.61      | 8.33         | 8.300   |
| Argentine                       | 7.97            | 8.93      | 8.00         | 8.300   |
| Puerto Rico                     | 7.91            | 8.62      | 8.32         | 8.283   |
| Costa Rica                      | 7.77            | 8.90      | 8.09         | 8.253   |
| Bermudes                        | 7.72            | 8.89      | 8.10         | 8.237   |
| Italie                          | 8.13            | 8.67      | 7.83         | 8.210   |
| République dominicaine          | 7.94            | 8.33      | 8.34         | 8.203   |
| Bulgarie                        | 8.00            | 8.51      | 8.06         | 8.190   |
| Bahamas                         | 7.63            | 8.90      | 8.02         | 8.183   |
| Islande                         | 7.95            | 8.49      | 8.07         | 8.170   |
| Turquie                         | 7.81            | 8.55      | 8.13         | 8.163   |
| Canada                          | 7.63            | 8.63      | 8.20         | 8.153   |
| Pérou                           | 7.53            | 9.00      | 7.90         | 8.143   |
| République de Chine             | 7.87            | 8.08      | 8.45         | 8.133   |
| Salvador                        | 8.05            | 8.40      | 7.95         | 8.133   |
| Îles Caïmans                    | 7.92            | 8.48      | 7.97         | 8.123   |
| Nigéria                         | 7.87            | 8.42      | 8.04         | 8.110   |
| Inde                            | 7.60            | 8.60      | 8.11         | 8.103   |
| Pologne                         | 8.21            | 7.92      | 8.12         | 8.083   |
| Équateur                        | 7.97            | 8.28      | 7.97         | 8.073   |
| Îles Vierges américaines        | 7.69            | 8.70      | 7.77         | 8.053   |
| Guam                            | 7.65            | 8.53      | 7.97         | 8.050   |
| Liban                           | 7.58            | 8.81      | 7.75         | 8.047   |
| Grèce                           | 7.68            | 8.30      | 8.05         | 8.010   |
| Tchécoslovaquie                 | 8.00            | 8.24      | 7.70         | 7.980   |
| Thaïlande                       | 7.93            | 8.14      | 7.83         | 7.967   |
| Bolivie                         | 7.28            | 8.86      | 7.63         | 7.923   |
| Ghana                           | 7.67            | 8.32      | 7.72         | 7.903   |
| Namibie                         | 7.42            | 8.80      | 7.48         | 7.900   |
| Hong Kong                       | 7.45            | 8.02      | 8.18         | 7.883   |
| Japon                           | 7.73            | 8.13      | 7.75         | 7.870   |
| Suriname                        | 7.57            | 8.16      | 7.81         | 7.847   |
| Sri Lanka                       | 7.37            | 8.27      | 7.82         | 7.820   |
| Belize                          | 7.30            | 8.30      | 7.76         | 7.787   |
| Malaisie                        | 7.27            | 8.12      | 7.97         | 7.787   |
| Luxembourg                      | 7.80            | 7.75      | 7.78         | 7.777   |
| Îles Vierges britanniques       | 7.27            | 8.41      | 7.50         | 7.727   |
| Marianas du nord                | 7.32            | 7.98      | 7.80         | 7.700   |
| Îles Cook                       | 7.37            | 8.23      | 7.43         | 7.677   |
| Saint-Vincent-et-les Grenadines | 7.33            | 7.90      | 7.62         | 7.617   |
| Îles Turks-et-Caïcos            | 7.10            | 8.00      | 7.70         | 7.600   |
| Maurice                         | 7.17            | 8.20      | 7.42         | 7.597   |
| Malte                           | 7.31            | 7.79      | 7.63         | 7.577   |